# إرفينغ هاربر
إرفينغ هاربر (بالإنجليزية: Irving Harper) هو مصمم صناعي أمريكي، ولد في 14 يوليو 1916 في نيويورك في الولايات المتحدة، وتوفي في 4 أغسطس 2015 في ري في الولايات المتحدة بسبب مرض.